# Marçal Filho
Marçal Gonçalves Leite Filho (Dourados, 14 de outubro de 1964) é um empresário, advogado e político brasileiro e atual Prefeito do município de Dourados no Mato Grosso do Sul. 
Cursou direito na Centro Universitário da Grande Dourados (Unigran), entre 1985 e 1990. Foi eleito vereador de Dourados em 1992, pelo PMDB, primeiro suplente efetivado deputado federal em 1997, pelo PSDB. Nas eleições de 1998, foi, finalmente, eleito deputado federal, com 50.769 votos, também pelo PSDB, partido que deixou em 1999.
Nas eleições de 2002, foi candidato a vice-governador de Mato Grosso do Sul na chapa de Marisa Serrano, sendo derrotado no segundo turno por Zeca do PT, que obteve 53,7% dos votos válidos. Em 2006, recebeu 56.598 votos para deputado federal, ficando como primeiro suplente da coligação entre PMDB e PSDB. Assumiu a vaga do deputado federal Waldir Neves Barbosa, que renunciou ao cargo em 15 de julho de 2009, para assumir o cargo de conselheiro do Tribunal de Contas Estadual do Mato Grosso do Sul.
Nas eleições de 2010, com 60.957 votos, reelegeu-se ao cargo na Câmara dos Deputados, novamente pelo PMDB. Em 2016, pelo PSDB, disputou a uma vaga na Câmara Municipal de Dourados, sendo eleito com 4.065 votos, tornando-se o recordista como o vereador que mais teve a confiança dos eleitores na história de Dourados.. 
Já em 2018 disputou uma vaga na Assembleia Legislativa de Mato Grosso do Sul, sendo eleito com 25.437 votos. Tentou reeleição quatro anos depois, porém ficou no cargo de suplência. 
Em 2024, foi eleito prefeito de Dourados no Mato Grosso do Sul com 60.418 votos, derrotando o então prefeito, Alan Guedes, que recebeu 34.027 votos.
Marçal Filho é proprietário da rádio 94 FM em Dourados, onde também é locutor. 